# ライオネル・ニューマン
ライオネル・ニューマン（Lionel Newman, 1916年1月4日 - 1989年2月3日）は、アメリカ合衆国の映画音楽の作曲家、指揮者、ピアニスト。コネチカット州ニューヘイブン生まれ。
アルフレッド・ニューマンの弟で、映画音楽家の一家「ニューマン・ファミリー」の一人。別の兄のエミール、甥のデヴィッド、トーマス、ランディ、孫のジョーイも映画音楽の作曲家として知られる。
兄アルフレッドの手引きで20世紀フォックスにリハーサル・ピアニストとして入社し、のちテレビ番組の音楽、そして映画音楽の作曲、指揮を手掛けた。20世紀フォックスでの46年に及ぶキャリアの中で、200本以上の映画にライオネルの名がクレジットされている。

## 主な作品（編曲を含む）
- 億万長者になる方法（1953年）
- 紳士は金髪がお好き（1953年）
- 帰らざる河（1954年）
- 女はそれを我慢できない（1956年）
- 赤い崖（1956年）
- 誇り高き男 (1956年)
- 無頼の群 (1958年)
- 恋をしましょう（1960年）
- ドリトル先生不思議な旅(1967年)
- 絞殺魔（1968年）
- ハロー・ドーリー!（1969年）　アカデミー・ミュージカル映画音楽賞受賞